# Jeleniec (powiat międzychodzki)
Jeleniec – osada leśna w Polsce, położona w województwie wielkopolskim, w powiecie międzychodzkim, w gminie Sieraków.
Do 2024 r. miejscowość była osadą wsi Bucharzewo. W latach 1975–1998 osada administracyjnie należała do województwa poznańskiego.